# Google Play
Google Play, tidigare Android Market,
är en onlinebutik utvecklad av Google för enheter som använder operativsystemet Android, till exempel smartmobiler och surfplattor. Google Play finns förinstallerat på de flesta Android OS-enheter vilket ger användaren möjligheter att ladda ner olika applikationer skapade av Google eller tredjepartsutvecklare. Det kan även användas till att söka och läsa information om olika applikationer.

## Historia
Google lanserade Android Market den 28 augusti 2008 och gjorde det tillgängligt för användare den 22 oktober 2008. Den 13 februari var det möjligt att sälja betalappar i USA och i Storbritannien. 

Den 30 september 2010 blev detta möjligt i ytterligare 29 länder, däribland Sverige. 

Den 6 mars 2012 bytte Google namnet på butiken/appen från Android Market till Google Play.

## Kataloginnehåll

### Androidapplikationer
Google Play är den huvudsakliga källan till appar för Androidtelefoner utanför Kina. 

### Play Musik
Google Play Musik är en typ av molnlagringstjänst som enkelt ska låta dig spara all din musik på ett ställe, efter det kommer du åt din musik från tio olika enheter. Google Play Musik kommer att stängas ner under 2020 och Google hänvisar till YouTube istället.

### Play Filmer
Google Play Filmer är en filmtjänst där filmer och tv-serier kan köpas eller hyras och sedan ses antingen i webbläsaren eller med Chromecast på Android eller iOS. 

### Play Böcker
Google Play Böcker  är en boktjänst där böcker kan köpas eller laddas hem gratis och sedan läsa i antingen i en webbläsare eller kompatibel app på Android eller iOS.

### Systemuppdateringar
Telefoner som har Android 10 och senare får bland annat säkerhetsuppdateringar från Google genom Google Play.  

## Appanvändning
Android Market filtrerar listan med applikationer så att de passar användarens mobila enhet. Utöver det kan fler restriktioner finnas så som mobiloperatörsbundna eller landsbunda på grund av olika affärsmodeller.
Från och med maj 2011 kan användare i 131 länder köpa betalappar från Android Market. Vissa mobiloperatörer erbjuder operatörsfakturering för Android Markets betalappar. Android applikationer behöver inte köpas från Android Market. Användare kan själva ta ner Android applikationer från en utvecklares hemsida eller genom ett tredjepartsalternativ.

## Implementationsdetaljer
Google Play-applikationer är fristående Android Package-filer. Google Play installerar inte applikationer; den ser till att enhetens pakethanteringssystem installerar dem. Pakethanteraren är synlig när användaren tar ner en APK-fil direkt till sin enhet. Applikationer installeras i telefonens interna minne och under vissa omständigheter kan de installeras i enhetens externa minneskort.

## Applikationssäkerhet
Android-apparater kan köra applikationer skrivna av tredjepartsutvecklare och distribueras genom Google Play och tredjepartsförsäljning. Väl registrerad kan utvecklare publicera sina applikationer omgående. Googles program Bouncer analyserar sedan de applikationer som laddas upp, för att sedan stoppa de som innehåller malware. Även nya användarkonton analyseras.
Innan installation av en applikation visar Google Play alla begärda medgivanden. Ett spel kan behöva komma åt vibrationsfunktionen men ska inte behöva läsa användarens meddelanden eller få åtkomst till dess kontakter. Efter att ha sett villkoren kan användaren bestämma om den vill installera applikationen eller inte.
Möjliga appvillkor, inklusive funktionalitet som:
- Internetåtkomst.
- Telefonsamtal.
- SMS.
- Läsa och skriva till det installerade minneskortet.
- Tillgång till användarens telefonbok och kontakter.

Mjukvara har utvecklats av olika tillverkare för att försäkra sig om att säkerheten upprätthålls för Android-apparaterna. SMobile Systems är en av dessa tillverkare och hävdar att 20 % av apparna i Google Play kräver medgivande till att använda vissa funktioner som kan kännas irrelevant till dess primära syfte. 5 % av apparna kan göra telefonsamtal utan användarens ingripande. Detta är inte i sig att hävda att apparna faktiskt har uppsåtliga syften snarare än att belysa potentialen för misstänkt aktivitet.